# دوز قشلاق (گران‌بوی)
دوز قشلاق (به لاتین: Düzqışlaq، تا ۱۲ ژوئن ۲۰۱۸ آقا مالی اغلو Ağamalıoğlu) یک منطقه مسکونی در جمهوری آذربایجان است که در شهرستان گران‌بوی واقع شده است. دوز قشلاق ۲۵۵۱ نفر جمعیت دارد.